# Monestir de San Pedro de Villanueva
El monestir de San Pedro de Villanueva està situat a la parròquia de Villanueva al concejo asturià de Cangues d'Onís. Aquest monestir de l'ordre dels benedictins és considerat com un dels exemples més importants de l'anomenat romànic a Astúries. Destaca que part de la seva iconografia és d'índole eròtico-pornogràfica.
La primera construcció eclesiàstica s'atribueix a l'època d'Alfons I d'Astúries, gendre de don Pelayo. D'aquesta construcció preromànica no es conserva avui dia cap mena de vestigi, conservant-se només les construccions romàniques i barroques.
Al segle xii va passar de ser església a monestir.
A finals del segle xx, es va realitzar una remodelació de l'antic convent benedictí per a convertint-lo en Parador Nacional de Turisme, sent inaugurat el 8 de juliol de 1998.
Va ser declarat Monument Històric-Artístic després de la seva publicació al la gaseta en 1907.

## L'església

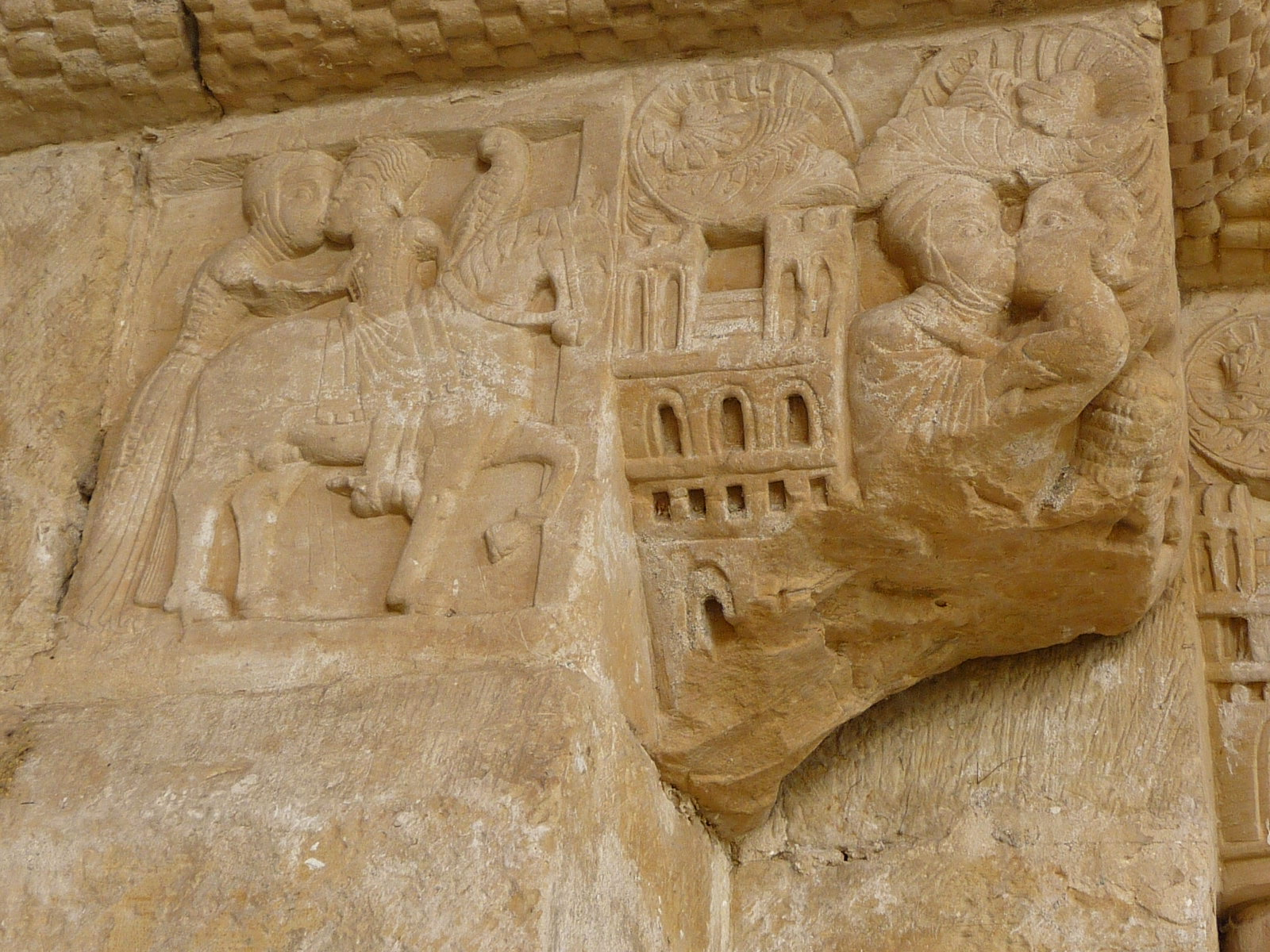
Escena que mostra a Fàfila a cavall, amb un falcó a la mà, acomiadant-se de la seva dona Froiluba amb un petó (esquerra), abans de sortir a caçar i de morir en un enfrontament amb un os.

L'església d'una sola nau és juntament amb el monestir un dels exemples més importants del romànic asturià. En un inici la planta de l'església constava de tres naus però després de la reforma esdevinguda en 1775 va passar a tenir-ne només una.
Conserva tres absis romànics construïts en carreu.
S'accedeix a l'església travessant una torre-pòrtic de 1689 amb una porta d'accés de finals del segle xii. Té dues portes d'entrada, una cega i l'altra que dona accés a la capella de Sant Miquel.
Els capitells són interessants i representen escenes on la temàtica amorosa i la caça són protagonistes (tradicionalment es diu que és el comiat del rei Fàfila de la seva dona abans de marxar de caça).
Als peus de l'església perviuen les restes del claustre romànic primitiu de finals del segle xii. Aquest claustre va ser substituït en la reforma esdevinguda entre els anys 1674-1694 per l'actual claustre barroc.
El monestir va ser abandonat en 1835 després de la desamortització de Mendizábal quedant l'església activa com a església parroquial.